# Primolius
Primolius is een geslacht van vogels uit de familie Psittacidae (papegaaien van Afrika en de Nieuwe Wereld).

## Soorten
Het geslacht kent de volgende soorten:
- Primolius auricollis – Geelnekara
- Primolius couloni – Blauwkopara
- Primolius maracana – Illigers ara